# Pays-Bas aux Jeux olympiques de 1912
L'équipe des Pays-Bas a remporté trois médailles (les trois en bronze) lors des Jeux olympiques d'été de 1912 à Stockholm, se situant à la dix-huitième et dernière place des nations au tableau des médailles.

## Liste des médaillés néerlandais

### Médailles de bronze
| Sport                   | Discipline        | Sportifs | Performance |
| Médailles de bronze : 3 |                   | |             |
| Escrime                 | Épée par équipe   | Adrianus de Jong Willem van Blijenburgh Jetze Doorman Leonardus Salomonson George van Rossem |             |
| Escrime                 | Sabre par équipe  | Willem van Blijenburgh George van Rossem Adrianus de Jong Jetze Doorman Dirk Scalongne Hendrik de Jongh |             |
| Football                | Tournoi olympique | Pays-Bas Nico Bouvy Huug de Groot Bok de Korver Nico de Wolf Constant Feith Just Göbel Dirk Lotsy Caesar ten Cate Jan van Breda Kolff Jan Vos David Wijnveldt Piet Bouman Joop Boutmy Ge Fortgens Jan van der Sluis |             |